# Afro Kolektyw
Afro Kolektyw – polski zespół powstały w latach dziewięćdziesiątych w Warszawie jako duet wykonujący „organiczny hip-hop jazz” (tj. oparty na instrumentach, nie samplach). Na przestrzeni lat grupa rozrosła się, tworząc oryginalną muzykę z elementami funku, alt rocka i elektroniki, choć przeszła też przez etap twórczości bliższej pop-rockowi. Jej liderem oraz jedynym stałym członkiem jest wokalista-multiinstrumentalista Michał „Afrojax” Hoffmann.

## Historia

### Początki
Historia zespołu rozpoczęła się w 1994 roku, kiedy to Michał Hoffmann odszedł z punkrockowego zespołu Tenisówki Bapci Stasi, niezadowolony z poziomu muzycznego. Zdecydował się spróbować swoich sił z zupełnie innym gatunkiem, hip-hopem. Dołączył do formacji Dos Maestros, z której jednak został prędko wyrzucony. Zdążył się jednak wcześniej pochwalić wielu osobom swoim przejściem w stronę rapu, w wyniku czego zagaił do niego licealny kolega, a także początkujący raper Paweł Rymsza. Zaoferował on Hoffmannowi, by ten został jego producentem, na co ten przystał. Narodził się duet Shit Lives Forever (nazywany też SLF i Gówno Żyje Wiecznie), w którym prędko obaj członkowie zajęli się zarówno rapem, jak i tworzeniem bitów. Robili je na komputerze Amiga 500, wokale natomiast nagrywali magnetofonie z funkcją karaoke.
Początkujący muzycy nadali sobie pseudonimy: Rymsza został „Nestorem” (początkowo tytułował się „Wielesław-X”, przez pewien okres również „DJ Dick”), a Hoffmann „Afrojaxem” (początkowo „Pan Bełgot”, tymczasowo „Don Fiasco”).
Shit Lives Forever wydali w marcu 1995 roku swoje pierwsze demo, którego tytuł pozostaje nieznany, a drugie, zatytułowane Ura Fuckin' Loser ukazało się w sierpniu tego roku. Z początku ich materiał stanowił typowy, samplowany hip-hop. Niezadowoleni z efektów wspólnego muzykowania koledzy zdecydowali się spróbować z graniem rap-metalu. W grudniu 1996 roku nagrali swoje trzecie demo, Fusion, które rozesłali do firm fonograficznych. Nie udało im się zainteresować sobą żadnej z nich.
Zniechęceni brakiem sukcesów oraz amatorskim brzmieniem własnych utworów, Nestor i Afrojax postanowili zmienić swoje podejście do muzyki. Zdecydowali się wrócić do hip-hopu, lecz wykonywanego w inny sposób. Zakupili „żywe” instrumenty, na których postanowili nauczyć się grać, postarali się również o wykształcenie muzyczne (np. Nestor zapisał się do szkoły muzycznej, do klasy trąbki). W 1997 roku porzucili Shit Lives Forever, a swój projekt przemianowali na Kawiarnię, w ramach której celowali w połączenie organicznego hip-hopu z przebojowością. Udało się im pozyskać do składu wokalistkę w osobie Joanny Radeckiej. W 1998 roku nazwę zmieniono na Funk Dyrekcja, a już w styczniu w studiu Manta grupa nagrała swoje debiutanckie, zawierające trzy utwory demo zatytułowane Demo Tape No 1. Sesje opłacone zostały osobiście przez Afrojaxa, który zbierał na nie pieniądze sprzątając fabrykę. Funk Dyrekcja nie przetrwała jednak zbyt długo, gdyż niedługo później Radecka opuściła skład niezadowolona z współpracy. Mimo to, zgłosiła się firma chętna wydać płytę grupy. Była to jednak specjalizująca się w disco polo Pro Dance, co muzycy uznali za swoją największą klęskę.
Rymsza i Hoffmann zdecydowali się zreorganizować wspólną działalność. Zdecydowali się na przyjęcie formuły grupy o niestałym składzie, dobieranym w miarę potrzeb. Zdecydowali się również na nową nazwę, Spliff Radio oraz podjęli się zarejestrowania debiutanckiego albumu na koszt własny. Muzyka, jaką planowali zaprezentować, hip-hop grany na „żywych” instrumentach (tzw. „hip-hop organiczny”), była w tamtych czasach ewenementem. Duet Nestora i Afrojaxa zrobił to jako pierwszy projekt w historii polskiej muzyki.

### Negatywne wibracjeiPłyta pilśniowa
Nielegal, nad którym zaczęli pracować Nestor i Afrojax, nosił nazwę Negatywne wibracje. Otwierał go sampel wypowiadany Stanisława Anioła z serialu Alternatywy 4: „Mam zaszczyt powitać szanownych gości w imieniu kolektywu”. Zainspirował on duet do zmiany nazwy na Afro Kolektyw (człon „Afro” oddawał wpływy czarnej muzyki). Sesje nagraniowe odbywały się od marca do kwietnia 1999 roku w studiach Sadyba i N'd'N, w warunkach bliskich amatorskim. Rymsza i Hoffmann sami zajęli się szatą graficzną, wydaniem płyty, jej dystrybucją i promocją. Osobiście zanosili nagrania do stacji radiowych oraz rozklejali po Warszawie plakaty reklamujące Afro Kolektyw.
Ich działania przyniosły efekty, gdyż utwory „Mów do mnie Negro” i „Kto rano wstaje” zaczęło puszczać radio (zwłaszcza Radiostacja), a w pozytywnym tonie o zespole pisała branżowa, hip-hopowa prasa (Klan, Ślizg, Hip Hop Magazyn). Nie mniej, egzemplarzy Negatywnych wibracji udało się sprzedać tylko dwieście. Pomimo tego, do duetu zgłosiła się firma zainteresowana wydaniem pełnoprawnego debiutu fonograficznego Afro Kolektywu, T-1 Teraz. Około lutego 2000 roku udało się Nestorowi i Afrojaxowi podpisać kontrakt wydawniczy z wytwórnią.
Tego samego roku grupa upubliczniła fragment żartobliwego freestyle'u poruszającego rozmaite nieprzyzwoite tematy. Dotarł on do Tymona Smektały, który pracował właśnie nad albumem w konwencji dirty rapu. Uznał, że ów freestyle bardzo pokrywał się z jego założeniem artystycznym, tak więc zaprosił Afro Kolektyw by gościnnie wystąpili w utworze „Zrób to sam”. Ukazał się on na albumie Świntuszenie opatrzonym pseudonimem Świntuch.
Płyta pilśniowa ukazała się w 2001 roku. Wydawnictwo promowały trzy single: „Czytaj z ruchu moich ust” (do którego wykonano teledysk), „Seksualna czekolada” i „Karl Malone”. Początkowo planowano wydać jako pierwszy singiel „Dopsz bujam”, lecz współpraca z mającym wyprodukować go Magierą przebiegała tak źle, że zespół nie był zadowolony z efektu końcowego. Nestor i Afrojax promowali album samodzielnie rozklejając po Warszawie plakaty przez siebie sfinansowane.
W 2001 roku Afrojax założył równolegle do Afro Kolektywu nowy zespół, wykonującą synth pop Surową Karę za Grzechy z którą wydał album 1984.
14 lutego 2002 roku w warszawskim klubie Centralny Dom Qultury odbył się pierwszy koncert Afro Kolektywu. Na potrzeby występów zespół poszerzył się o wielu nowych muzyków. Byli to: perkusista Artur Chaber, basista Mariusz Chibowski, saksofonista Marcin Gańko, gitarzysta Paweł Kłodziński, klawiszowiec Miłosz Wośko oraz chórek żeński współtworzony przez Helenę Zuchniak i Agnieszkę Michalską. W tym składzie Afro Kolektyw dawał koncerty. Czasami, gościnnie, pojawiali się również następujący muzycy: saksofonista Łukasz Poprawski, trębacz Dominik Trębski, saksofonista Artur Wileński, klawiszowiec Marcin Zalewski, trębacz Piotr  Ziarkiewicz i saksofonista Marcin Świderski.
W grudniu 2002 roku na stronie internetowej Afro Kolektywu pojawił się wpis w którym Afrojax poinformował o zakończeniu projektu. Jako powód jego rozwiązania podał odejście ze składu Nestora, który wraz ze skupieniem się Hoffmanna na Surowej Karze na Grzechy stał się liderem grupy. Pomimo że Afrojax zapowiedział definitywny koniec formacji, w lutym 2003 roku dodał jeszcze jeden wpis. Zapowiedział w nim, że spróbuje reanimować Afro Kolektyw w nowej formule oraz powróci do koncertowania.

### Czarno widzęiPołącz kropki
W maju 2004 roku Afrojax ogłosił, że Afro Kolektyw funkcjonuje w nowym składzie i rozpoczyna prace nad trzecim albumem mającym nosić tytuł Czarno widzę. Grupę tworzyli wtedy, oprócz niego: klawiszowiec Miłosz Wośko, basista Mariusz Chibowski i gitarzysta Michał Szturomski (od tego momentu drugi stały członek zespołu obok Hoffmanna). Razem z grupą występowali jako muzycy koncertowi Artur Chaber oraz saksofonista Łukasz Poprawski. Ponadto, na występach często pojawiali się gościnnie raper Duże Pe, trębacz Robert Murakowski, a także Nestor.
Czarno widzę zostało wydane w 2006 roku nakładem Blend Records Czarno widzę, choć pierwotnie miało się ukazać rok wcześniej. W nagraniach wzięli udział znani muzyce ze sceny zarówno hip-hopowej (Duże Pe oraz Lilu) jak i jazzowej (m.in. Marcin Masecki). Promowały go dwa single: „Trener Szewczyk” (wyróżniony nagrodą Polskiego Radia Bis kategorii „Najlepszy tekst”) oraz „Gramy dalej”.
Również w 2006 roku muzycy Afro Kolektywu zostali zaangażowani do projektu Radiowej Trójki Przyjaciele Karpia. Afrojax napisał tekst oraz muzykę do piosenki „Karp siódmy wspaniały”, Wośko zagrał w niej na klawiszach, Szturomski na gitarze, Chaber na perkusji, a Chibowski na basie.
W 2007 roku zespół wystąpił na kilku dużych festiwalach, jak Open'er Festival czy Off Festival, zagrał trzy koncerty na antenie radiowej Trójki. W tym samym roku ukazała się reedycja zremasterowanej Płyty pilśniowej jako podwójne wydawnictwo Płyta pilśniowa/Czarno widzę.
W listopadzie 2008 roku ukazał się trzeci album Połącz kropki wydany przez Polskie Radio. Ilość gości, którzy się na niej udzielili była największa w dotychczasowej historii Afro Kolektywu. Na płycie udzielali się między innymi Filip Jaślar (Grupa MoCarta), Kinga Miśkiewicz (Furia Futrzaków), Wojciech Krzak (Kapela ze Wsi Warszawa), Borys Dejnarowicz (The Car Is on Fire), Dana Wynnyćka (Dagadana), Michał Wiraszko (Muchy) i Roszja (Sfond Sqnksa), a wydawnictwo wyprodukował laureat Grammy Jacek Gawłowski. Połącz kropki promowały single „Przepraszam” i „Mężczyźni są odrażająco brudni i źli”.
W 2008 roku Chaber został oficjalnym członkiem, a do grupy dołączył Remigiusz Zawadzki obsługujący sampler i perkusjonalia. 12 stycznia 2009 roku zespół poinformował o odejściu Chibowskiego, którego miejsce zajął Rafał Ptaszyński. Już 18 lutego doszło do kolejnej zmiany personalnej, gdyż Miłosz Wośko zdecydował się skoncentrować na innych projektach. Nowym klawiszowcem został Andrzej Pieszak. Nie pozostał on jednak długo członkiem Afro Kolektywu, jeszcze w tym samym roku zastąpiła go Joanna Duda. W 2010 roku ona także opuściła formację, a na jej miejsce przyszedł Stefan Głowacki.
Gdy piłkarska reprezentacja Polski nie dostała się na Mundial w Południowej Afryce, Afro Kolektyw nagrał pozaalbumowy, satyryczny „Hymn polskiej reprezentacji na MŚ RPA 2010” ilustrowany teledyskiem, w którym muzycy grupy oraz Muflon i Duże Pe wcielili się w kadrę narodową ogrywaną przez nastoletnich piłkarzy-amatorów.

### Kontrakt z Universal Music i rozpad
W 2011 roku muzycy przeszli z repertuaru opartego na hip-hopie na bliższy gatunków takich jak pop-rock, indie rock, czy britpop. Podpisali też kontrakt wydawniczy z Universal Music Polska. Zmianie uległa również rola wokalisty Afrojaxa, który przestał rapować i komponować, tak więc za aranżacje odpowiedzialni byli inni muzycy zespołu. Wolta podyktowana miała być chęcią zapobiegnięcia nudzie w twórczości zespołu oraz popadnięcia w rutynę. W wywiadach Afrojax przyznawał, że nowy kierunek był wynikiem muzycznych fascynacji zespołu, wykraczających poza czarną muzykę.
20 stycznia 2012 roku ukazała się płyta Piosenki po polsku. Promowały ją single „Wiążę sobie krawat” (4. miejsca na Liście Przebojów Trójki), „Czasem pada śnieg w styczniu (zakazane warzywo)” i „Niemęskie granie” (9. miejsce na Liście Przebojów Trójki). O ile sama wolta stylistyczna została przeważnie ciepło przyjęta przez fanów Afro Kolektywu, o tyle singiel „Czasem pada śnieg w styczniu (zakazane warzywo)” spotkał się z powszechną krytyką z ich strony. Zespół odpowiedział słuchaczom ironicznym wydaniem drugiej wersji utworu w stylistyce Płyty pilśniowej, która nieoczekiwanie spotkała się z zachwytem fanów. Piosenki po polsku wywołały wyjątkowo entuzjastyczny odzew krytyków.
Podczas trasy koncertowej promującej płytę miał miejsce poważny wypadek drogowy z udziałem busa zespołu. Pojazd został całkowicie zniszczony, jednak muzycy nie odnieśli obrażeń.
Z myślą o fanach tęskniących za hip-hopowym brzmieniem zespół zdecydował się w 2013 roku zorganizować trasę koncertową z materiałem z wcześniejszych płyt, jednak została ona odwołana ze względu na minimalne zainteresowanie.
W 2014 roku ukazał się album 46 minut Sodomy. Nie odniósł on komercyjnego sukcesu, spotkał się również z wyjątkowo negatywnym przyjęciem przez publikę. Po latach Afrojax określił go mianem „pięknego komercyjnego samobójstwa”. Płyta reprezentowała zgoła inne oblicze muzyczne Afro Kolektywu, składała się z ballad odwołujących się do piosenki poetyckiej, blues rocka, jazzu i folku podczas gdy w tekstach przewijał się motyw alkoholizmu. Okładka wydawnictwa stanowiła parodię „Śniadania na trawie” Maneta.
Krążek promował tylko jeden singiel pod tytułem „Pijany mistrz”. Teledysk do niego wykonał własnoręcznie Afrojax w programie Paint. W oryginalnym zamyśle wydane jako single miały być jeszcze dwa utwory: „Bananowe drzewa” i „Ochroniarzem być” (do którego miał powstać teledysk), lecz wytwórnia odmówiła zespołowi sfinansowania planów.
W lutym 2015 roku Afro Kolektyw zapowiedział pożegnalną trasę, po której został rozwiązany. Po latach Afrojax w jednym z wywiadów wyjaśnił, że decyzja o zakończeniu działalności artystycznej była podyktowana dwoma czynnikami: skrajnie negatywnym przyjęciem 46 minut Sodomy i brakiem koncepcji na kierunek artystyczny w którym powinien podążyć zespół.

### Reaktywacja iOstatnie słowo

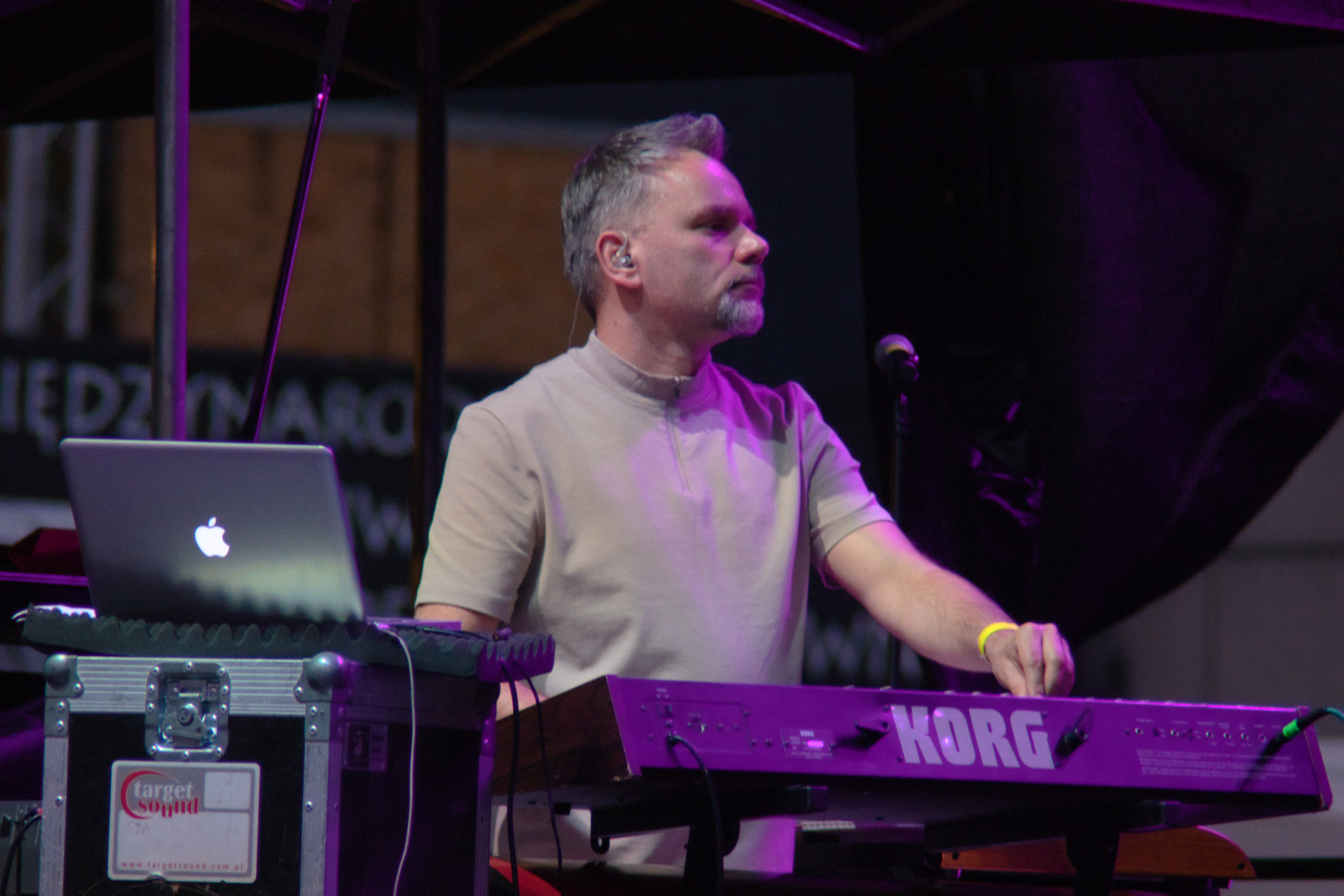
Miłosz Wośko, wieloletni klawiszowiec Afro Kolektywu (2019 rok)

W 2022 zespół ogłosił reaktywację w nowym składzie: do grupy powrócił Miłosz Wośko, nowym basistą został Maciej Szczyciński, ponadto po raz pierwszy od Płyty pilśniowej w Afro Kolektywie pojawił się drugi wokalista w osobie Barbary Derlak z grupy Chłopcy kontra Basia. Grupa zapowiedziała nową płytę stanowiącą powrót do stylistyki znanej z wcześniejszych albumów.
24 lutego 2023 roku nakładem Thin Man Records ukazał się szósty krążek Afro Kolektywu zatytułowany Ostatnie słowo. Gościnnie wystąpili na nim liczni muzycy jazzowi z Jerzym Mazzollem na czele. Promowały go single „Ausser Betrieb”, „Polonez dla początkujących” i „Krw z krwi”. Ostatnie słowo okazało się być największym sukcesem komercyjnym w historii formacji docierając do ósmego miejsca zestawienia OLiS, został również wydany jako ich pierwsza płyta winylowa.
W grudniu 2023 roku wydany został serial Netflixa 1670, którego scenarzystą był Jakub „Muflon” Rużyłło, były raper. W jednym z wywiadów, skomplementowawszy zdolności liryczne Afrojaxa, przyznał, że w scenariuszu do cieszącej się znaczną popularnością produkcji nawiązał do piosenki Afro Kolektywu „Będę was bić mocno i długo”, mianowicie do fragmentu stanowiącego dialog, w którym podmiot liryczny stwierdza, że myślał o kimś ostatnio, tylko, że myślał o tej osobie źle.

## Projekty członków zespołu
Równolegle do nagrywania płyty 46 minut Sodomy trzej muzycy Afro Kolektywu (Afrojax, Szturomski, Ptaszyński) utworzyli zespół Trio Defe grający parodystyczną odmianę poezji śpiewanej i w tym składzie wydali płytę Między Sierra Leone a Trynidad Tobago. W 2017 roku założyli oni jeszcze jeden zespół, punkrockową Poradnię G. Oprócz nich w skład weszli Marcin Biernat z Muzyki Końca Lata, Mikołaj Malanowski z Elvis Deluxe oraz Piotr Machałowski z Nerwowych Wakacji, który zastąpił Ptaszyńskiego. Grupa wydała album Niestety nie da się olać systemu.
Sam Szturomski założył dwa zespoły. Pierwszy, grający rock alternatywny Nerwowe Wakacje, wydał w 2011 roku płytę Polish rock. Udzieliło się na niej wielu byłych członków Afro Kolektywu: miksowaniem części utworów zajął się Miłosz Wośko, Mariusz Chibowski zagrał w trzech utworach na basie oraz wykonał zdjęcia, Remigiusz Zawadzki w pięciu utworach grał na perkusjonaliach lub keyboardzie, z kolei Afrojax zajął się masteringiem płyty. Drugi projekt Szturomskiego, Provinz Posen, to supergrupa łącząca muzykę elektroniczną z folkiem miejskim współtworzona między innymi przez Michała Wiraszkę i Szymona Waliszewskiego (muzycy grupy Muchy), Dagę Gregorowicz (Dagadana) oraz Jerzego Mazzolla. Ich debiutancki, eponimiczny album z 2019 roku został nominowany do Fryderyka. Poza działalnością muzyczną, Szturomski prowadzi niezależną oficynę wydawniczą Wytwórnia Krajowa, która wydaje m.in. płyty Afrojaxa.
Hoffmann prowadzi solową karierę jako Afrojax, posiada również projekt solowy Legendarny Afrojax w ramach którego tworzy muzykę hip-hopową opartą na ekstremalnym turpizmie i obliczoną na wywołanie maksymalnego szoku artystycznego. Autorem opraw graficznych albumów wydawanych jako Legendarny Afrojax jest Rafał Ptaszyński. Afrojax udzielał się też w krótkotrwałym zespole folkrockowym Kwartyrnik z Sidneyem Polakiem, elektrohopowym duecie Gimnastyka Artystyczna, supergrupie Manhattan z muzykami The Car Is on Fire (Borys Dejnarowicz, Jakub Czubak), Jakubem Sikorą z Crab Invasion i Piotrem Maciejewskim z Much, a także projekcie Dejnarowicza Newest Zealand z innymi członkami Afro Kolektywu, Remigiuszem Zawadzkim i Stefanem Głowackim.
Rafał Ptaszyński, Stefan Głowacki i Remigiusz Zawadzki współtworzyli grający rock alternatywny zespół Weeping Birds. Obecny basista Afro Kolektywu, Maciej Szczyciński, występował w grupie jazzowej AuAuA z Joanną Dudą oraz zespole Mikroklimat z Arturem Chabrem. Remigiusz Zawadzki wszedł w skład supergrupy Emma Dax z współpracującym z Afro Kolektywem Dużym Pe oraz Krystianem „Goodboy'em Khrisem” Wołowskim z D4D.

## Wyróżnienia
- W 2011 roku Afro Kolektyw zajął pierwsze miejsce w rankingu dziesięciu najoryginalniejszych zespołów hip-hopowych w Polsce. W notce o zespole napisano między innymi, iż „nawet czytając teksty Afrojaxa wiemy, że to on. Nikt nie ma takich metafor, tak specyficznego, przekornego poczucia humoru” oraz, że „taka ewolucja w muzyce – nie polskiej, światowej – nie ma precedensu”[65].
- W 2012 roku utwór „Mów do mnie Negro” z Negatywnych wibracji został umieszczony na 89. miejscu „120 najważniejszych polskich utworów hip-hopowych” według serwisu T-Mobile Music[66]. Natomiast na liście 120 najważniejszych albumów polskiego hip-hopu Czarno widzę uplasowało się miejscu na sto pierwszym, a Płytę pilśniową na dwudziestym[67].
- Serwis Porcys umieścił płytę Piosenki po polsku na dziewiątym miejscu rankingu najlepszych światowych nagrań 2012 roku[68]. Czarno widzę umieszczono natomiast na pozycji czwartej ich zestawienia stu najlepszych polskich płyt lat 2000–2009, podczas Płyta pilśniowa znalazła się na pozycji dwudziestej, a Połącz kropki na dwudziestej trzeciej[69][70][71]. Z kolei ranking stu najlepszych polskich singli lat 2000–2009 wyróżnił „Gramy dalej” miejscem piętnastym, „Trener Szewczyk” dwudziestym trzecim, „Karl Malone” dwudziestym czwartym, a „Przepraszam” dwudziestym dziewiątym[72][73].
- Wydana w 2015 roku pod patronatem Narodowego Centrum Kultury Antologia polskiego rapu wśród najważniejszych polskich utworów hip-hopowych wyróżniła „Czytaj z ruchu moich ust”. W notce o zespole napisano[74]:

Z perspektywy czasu można powiedzieć, że Afro Jax wyprzedził trendy ze swoim antyrapem. Wydaje się tu ekshibicjonistyczny, emocjonalny i bolesny, ale tak naprawdę to tylko kreacja postaci. Podmiot liryczny jest absolutnym zaprzeczeniem wszystkiego, co w polskich hiphopowych tekstach było wówczas podkreślane i podkolorowywane. Nieudolny, gnębiony, w dodatku kompletnie pozbawiony dykcji antybohater nie ustawał jednak w swoich próbach realizowania planu, który zakładał karierę w roli rapera. (…) W czasach, gdy masowo powstawały młode zespoły opiewające w tekstach
trudy ulicznego życia, (…) Jax ironicznie i z należytą dawką krytycyzmu nawijał o tym, że najszybciej popularności przysparza robienie z siebie nawalonego wódą i zaćpanego półgłówka. Całość zaś została wpisana w podkłady, jakich wówczas nie można było zbyt często uświadczyć w rodzimym hip-hopie: jazzująco-funkujące żywe brzmienia odwołujące się do najlepszych tradycji De La Soul bronią się nawet po latach.

## Dyskografia
Albumy
| Negatywne wibracje          | - Data: 1999 - Wydawca: Funkee Kind Records, Unc. (wytwórnia fikcyjna, nielegal) | —  | - POL: 200     |
| Płyta pilśniowa             | - Data: 8 grudnia 2001 - Wydawca: T1-Teraz                                       | —  | - POL: 5 tys.+ |
| Czarno widzę                | - Data: 6 lutego 2006 - Wydawca: Blend Records                                   | —  |                |
| Połącz kropki               | - Data: 17 listopada 2008 - Wydawca: Polskie Radio                               | —  |                |
| Piosenki po polsku          | - Data: 23 stycznia 2012 - Wydawca: Universal Music Polska                       | 30 |                |
| 46 minut Sodomy             | - Data: 21 października 2014 - Wydawca: Universal Music Polska                   | —  |                |
| Ostatnie słowo              | - Data: 24 lutego 2023 - Wydawca: Thin Man Records                               | 8  |                |
| Negatywne Wibracje Deluxe   | - Data: 28 czerwca 2024 - Wydawca: Artefact Music, Motyw (kaseta)                |    |                |
| „—” album nie był notowany. |                                                                                  |    |                |

Notowane utwory
| „Przepraszam”                                | 2008 | –  | 35 | Połącz kropki      |
| „Hymn polskiej reprezentacji na MŚ RPA 2010” | 2010 | 24 | 31 | —                  |
| „Wiążę sobie krawat”                         | 2011 | –  | 4  | Piosenki po polsku |
| „Niemęskie granie”                           | 2012 | –  | 9  | Piosenki po polsku |
| „—” utwór nie był notowany.                  |      |    |    |                    |

Występy gościnne
| Album                   | Rok  | Utwór                                    | Źródło |
| ----------------------- | ---- | ---------------------------------------- | ------ |
| Świntuch – Świntuszenie | 2000 | „Zrób to sam” (gościnnie: Afro Kolektyw) | [ 83 ] |

Inne
Opracowano na podstawie materiału źródłowego.
| Album                                                                     | Rok  | Utwór                                             |
| ------------------------------------------------------------------------- | ---- | ------------------------------------------------- |
| Klan CD#09 (kompilacja Klanu)                                             | 1999 | „Kto rano wstaje ten się wygrubasi”               |
| Klan CD#21 (kompilacja Klanu)                                             | 2001 | „Czytaj z ruchu moich ust”                        |
| Hip Hop Mania (kompilacja T-1 Teraz)                                      | 2002 | „Czytaj z ruchu moich ust”                        |
| Piotr Stelmach prezentuje: 3maj z nami cz. 2 (kompilacja Universal Music) | 2006 | „Trener Szewczyk”                                 |
| Od czapy Zestaw 2 (kompilacja Polskiego Radia)                            | 2006 | „Trener Szewczyk”                                 |
| Hip-Hop.pl Składanka 2008 (kompilacja My Music)                           | 2008 | „Przepraszam (DJ Spox remix)”                     |
| Offsesje 1 (kompilacja Polskiego Radia)                                   | 2008 | „Mężczyźni są odrażająco brudni i źli”            |
| Wszystkie covery świata (album zbiorowy)                                  | 2008 | „Królowa fal (Papa Dance cover)”                  |
| Offsesje 2 (kompilacja Polskiego Radia)                                   | 2010 | „Ostateczne rozwiązanie naszej kwestii”           |
| Bez cenzury (kompilacja Magnetic Records i Magic Records)                 | 2011 | „Seksualna czekolada”                             |
| Muzyka Radia Zet (kompilacja Magic Records)                               | 2012 | „Czasem pada śnieg w styczniu”                    |
| 20 lat Radia WaWa – Bunt (kompilacja Magic Records)                       | 2012 | „Niemęskie granie”                                |
| CD Club Promo Only 6/2012 Vol.2 (kompilacja Dee Jay Mix Club)             | 2012 | „Niemęskie granie”                                |
| CD Club Promo Only 1/2012 (kompilacja Dee Jay Mix Club)                   | 2012 | „Czasem pada śnieg w styczniu”                    |
| Misja Afganistan (muzyka z filmu)                                         | 2012 | „Jeżeli kiedyś zabraknie mnie”                    |
| Muzyka pomiędzy słowami 2 (kompilacja Magic Records)                      | 2013 | „Niemęskie granie”                                |
| Dobra alternatywa 2 (kompilacja Universal Music)                          | 2015 | „Pijany mistrz”                                   |
| Legendarny Afrojax – Przecież ostrzegałem                                 | 2015 | „Czasem pada śnieg w styczniu (wersja pilśniowa)” |
| Thin Man Records Kolekcja 2023 (kompilacja Thin Man Records)              | 2023 | „Ausser Betrieb”                                  |

## Teledyski
| Tytuł                                                        | Rok  | Reżyseria                                | Album              |
| ------------------------------------------------------------ | ---- | ---------------------------------------- | ------------------ |
| „Czytaj z ruchu moich ust”                                   | 2001 | M. Górecki                               | Płyta pilśniowa    |
| „Gramy dalej”                                                | 2006 | Grupa 13                                 | Czarno widzę       |
| „S.O.S. dla całej planety (Kapitan Nemo cover)”              | 2006 | —                                        | —                  |
| „Przepraszam”                                                | 2008 | Filip Tymczyszyn                         | Połącz kropki      |
| „Mężczyźni są odrażająco brudni i źli”                       | 2009 | Przedmarańcza                            | Połącz kropki      |
| „Hymn polskiej reprezentacji na Mistrzostwa Świata RPA 2010” | 2010 | Michał Hoffmann, Jakub Kaliciński        | —                  |
| „Wiążę sobie krawat”                                         | 2011 | Afro Kolektyw                            | Piosenki po polsku |
| „Czasem pada śnieg w styczniu”                               | 2012 | Andrzej Szajewski, Przemysław Kulikowski | Piosenki po polsku |
| „Jeżeli kiedyś zabraknie mnie”                               | 2012 | Andrzej Szajewski, Przemysław Kulikowski | Piosenki po polsku |
| „Niemęskie granie”                                           | 2012 | —                                        | Piosenki po polsku |
| „Pijany mistrz”                                              | 2014 | Michał Hoffmann                          | 46 minut Sodomy    |
| „Polonez dla początkujących”                                 | 2023 | Mateusz Holak                            | Ostatnie słowo     |
| „Krw z krwi”                                                 | 2023 | —                                        | Ostatnie słowo     |
| „Słodki Jezu”                                                | 2023 | Barbara Derlak                           | Ostatnie słowo     |

## Członkowie zespołu

### Obecny skład
- Michał „Afrojax” Hoffmann – wokal, słowa, keyboard, syntezator, gitara elektryczna, gitara akustyczna, gitara basowa, sampler, automat perkusyjny, melodyka, tamburyn, vocoder, Commodore 64, realizacja nagrań, produkcja muzyczna, miksowanie, mastering, kompozycje (od 1994)
- Miłosz Wośko – keyboard, syntezator, Rhodes, melotron, klawinet, organy Hammonda, saksofon altowy, wokal wspierający, produkcja muzyczna, miksowanie, kompozycje (2002; 2004–2009; od 2022)
- Artur Chaber – perkusja, kotły, kongi, kompozycje (2002; od 2008)
- Michał Szturomski – gitara elektryczna, gitara akustyczna, gitara basowa, syntezator, wokal wspierający, produkcja muzyczna, oprawa graficzna, kompozycje (od 2004)
- Maciej Szczyciński – gitara basowa, kontrabas, syntezator, kompozycje (od 2022)
- Barbara Derlak – wokal wspierający, klarnet, kompozycje (od 2022)

### Byli członkowie
- Paweł „Nestor/Wielesław-X” Rymsza – wokal, słowa, sampler, trąbka, wokal wspierający, produkcja muzyczna, kompozycje (1994–2002)
- Joanna Radecka – wokal wspierający, kompozycje (1998)
- Mariusz Chibowski – gitara basowa, perkusjonalia, syntezator, Rhodes, gitara basowa bezprogowa, wokal wspierający, produkcja muzyczna, oprawa graficzna, kompozycje (2002; 2004–2009)
- Marcin Gańko – saksofon altowy (2002)
- Paweł Kłodziński – gitara elektryczna (2002)
- Agnieszka Michalska – wokal wspierający (2002)
- Helena Zuchniak – wokal wspierający (2002)
- Remigiusz „Remek” Zawadzki – perkusjonalia, sampler, akordeon, wibrafon, syntezator, dzwonki, realizacja nagrań, produkcja muzyczna, kompozycje (2008–2014)
- Andrzej Pieszak – instrumenty klawiszowe (2009)
- Joanna Duda – instrumenty klawiszowe (2009–2010)
- Rafał Ptaszyński – gitara basowa, gitara elektryczna, wokal wspierający, kompozycje (2009–2015)
- Stefan Głowacki – keyboard, pianino, syntezator, Rhodes, organy Hammonda, melotron (2010–2014)